# Jangada

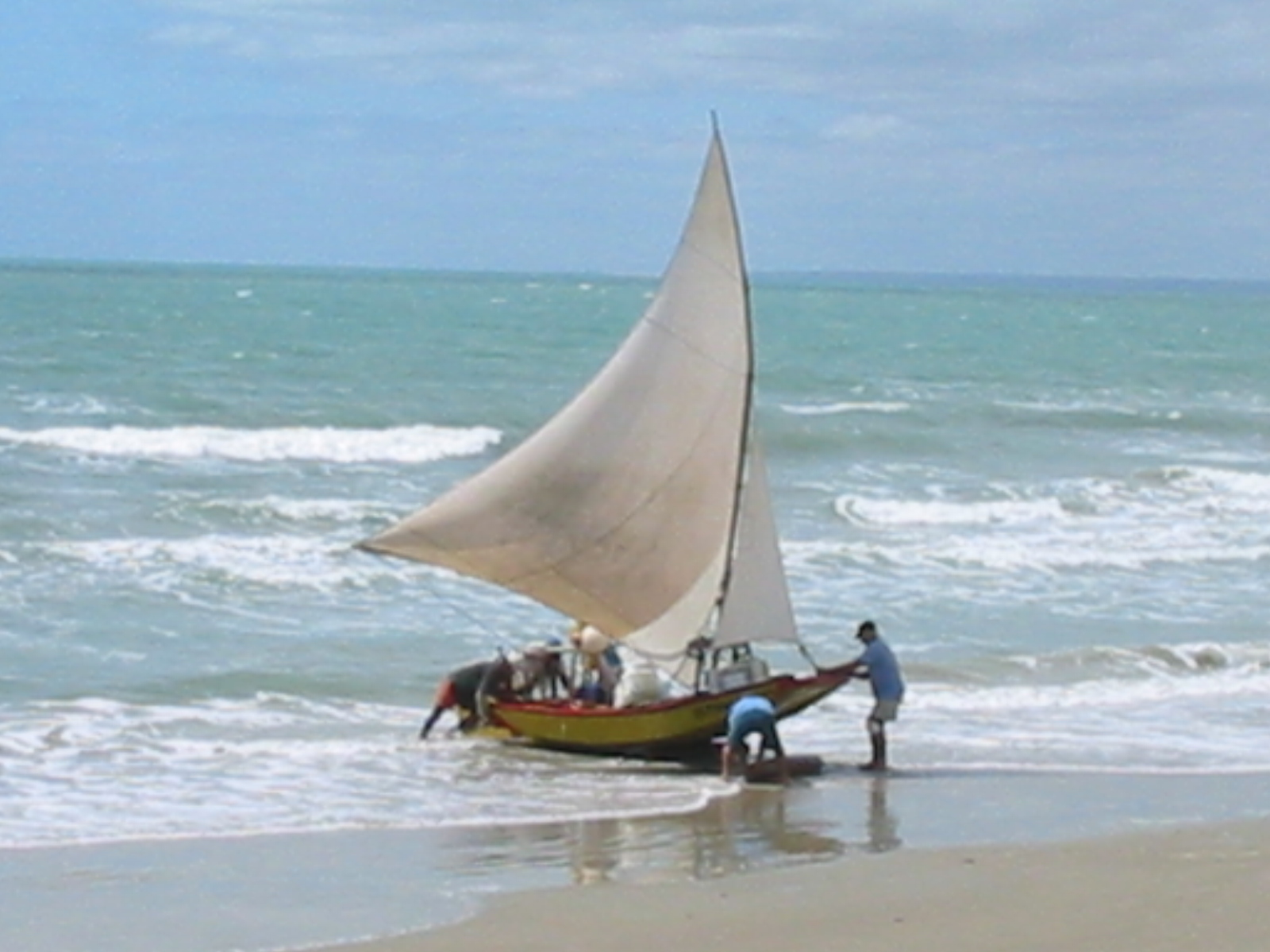
Jangada en aigües de la ciutat de Mossoró

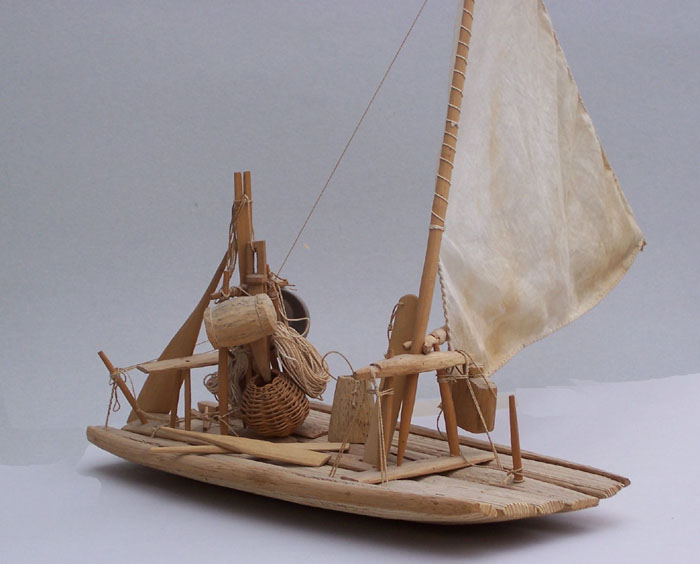
Model d'una jangada

Una jangada és una embarcació tradicional del nord del Brasil.
D'aparença primitiva, és molt marinera i ràpida, qualitats que demostren un disseny senzill però molt sofisticat.

## Descripció i construcció
- El buc és un rai format per 6 troncs de fusta de balsa (Ochroma pyramidale) o similar:
  - 2 troncs centrals (meios en portuguès)
  - 2 troncs (un a cada costat) anomenats mimburas (paraula tupí)
  - 2 troncs (un a cada banda) anomenats bordos

Els quatre troncs centrals són massissos i de formes senzilles amb aspecte (només aparent) tosc i poc treballats. Estan units per clavilles de fusta dura, formant una plataforma plana. Els bordos s'uneixen, també amb clavilles de fusta, en una posició més elevada.
Sobre el rai anterior, es disposen dos bancs de fusta suportats per quatre barres de fusta. El banc central fa funcions de tamboret i serveix de suport del pal. L'altre banc, anomenat banc mestre, serveix de seient al timoner que governa la jangada amb un timó d'espadella.
L'espadella reposa entre una mimbura i un meio.
Entre els meios, hi ha una ranura o escletxa destinada al muntatge d'una orsa que permet navegar de cenyida (minimitzant l'abatiment).
En les jangades tradicionals tots els components eren fets a mà.
La tripulació varia entre 3 i 5 persones, que han de treballar en una superfície d'uns 5 per 1,4 metres, d'uns 7 per 1,7 metres a tot estirar.
Les limitacions de mida són múltiples:
- les dimensions dels troncs disponibles,
- la resistència de les unions,
- la necessitat d'una embarcació prou forta per resistir les ones,
- la superfície de la vela (limitada pels materials i la necessitat que pugui ser governada per un únic tripulant).

En la navegació habitual, només un tripulant governa la jangada, i es va rellevant amb els altres, per torns.